# Synodontis vaillanti
Synodontis vaillanti е вид лъчеперка от семейство Mochokidae.

## Разпространение
Видът е разпространен в Централноафриканска република.